# CSR Corporation
Pour les articles homonymes, voir CSR.

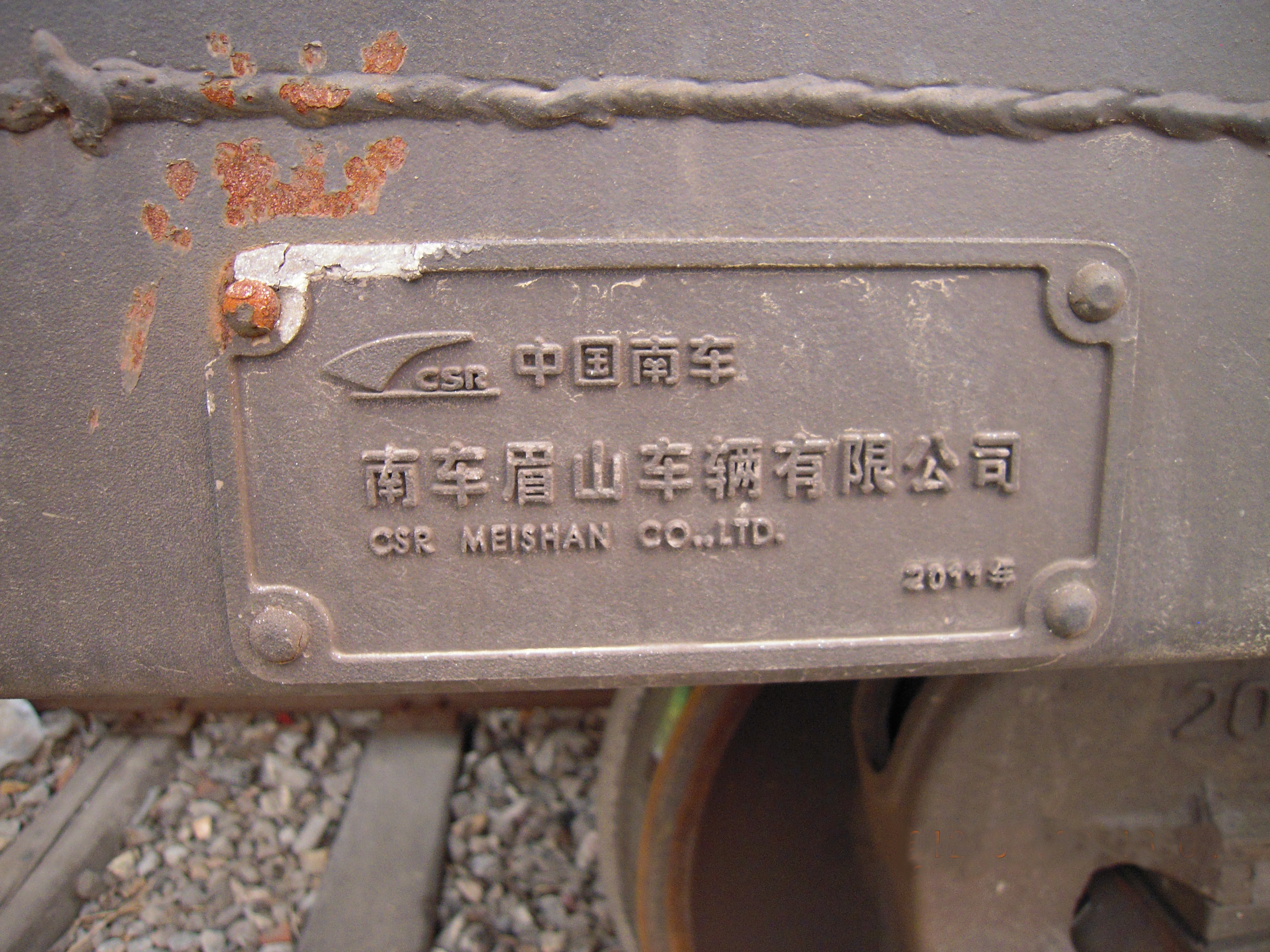
étiquette CSR Meishan Company sur un train

La CSR Corporation Limited est une société d'État sous contrôle direct du gouvernement, à la tête de 25 filiales installées dans 10 provinces et rassemblant 112 000 employés. Sa vocation première est l'étude, la construction, la réparation, la vente et la location de matériel de chemin de fer. L'entreprise travaille en partenariat avec certains constructeurs européens comme Alstom, Siemens, ou ABB, et avec l'américain Caterpillar en matière de motorisation diesel.

## Histoire
La China south locomotive and rolling stock industry corporation voit le jour après la dissolution de la LORIC en septembre 2000.
En 2002, elle se classait 92e parmi les 500 premières entreprises chinoises.
En octobre 2014, des discussions de fusion entre CNR et CSR seraient en cours. En fin décembre 2014, le projet de fusion est officialisée. Des actions CSR seront émises pour les actionnaires de CNR. La cote sera de 1,1 action CSR pour une action CNR.
La société fusionnée se dénomme CRRC Corporation Limited.

## Caractéristiques
China south locomotive and rolling stock industry corporation (CSR) est le plus grand constructeur de trains à grande vitesse de Chine populaire.
Selon la Commission de Contrôle et d'Administration des Biens publics de Chine, le chiffre d'affaires de l'entreprise a augmenté à 66,8 milliards de yuans (10,28 milliards de dollars) en 2010 et a dépassé le canadien Bombardier.
Les bénéfices sont de 3,55 milliards de yuans en 2010.
Les principales usines pour la fabrication des locomotives sont installées à Zhuzhou (locomotives électriques), Ziyang, Luoyang, Xiangfan (locomotives diesel), Qishuyan, et Chengdu (ces deux dernières fabriquant également du materiel remorqué).
Le matériel remorqué est construit dans les unités de Nanjing, Zhuzhou, Beijing, Meishan, Wuchang, Tongling, Shijiazhuang, Wuhan, et Guiyang
L'entreprise possède deux instituts de recherche à Zhuzhou et Qishuyan

## Gamme de produits

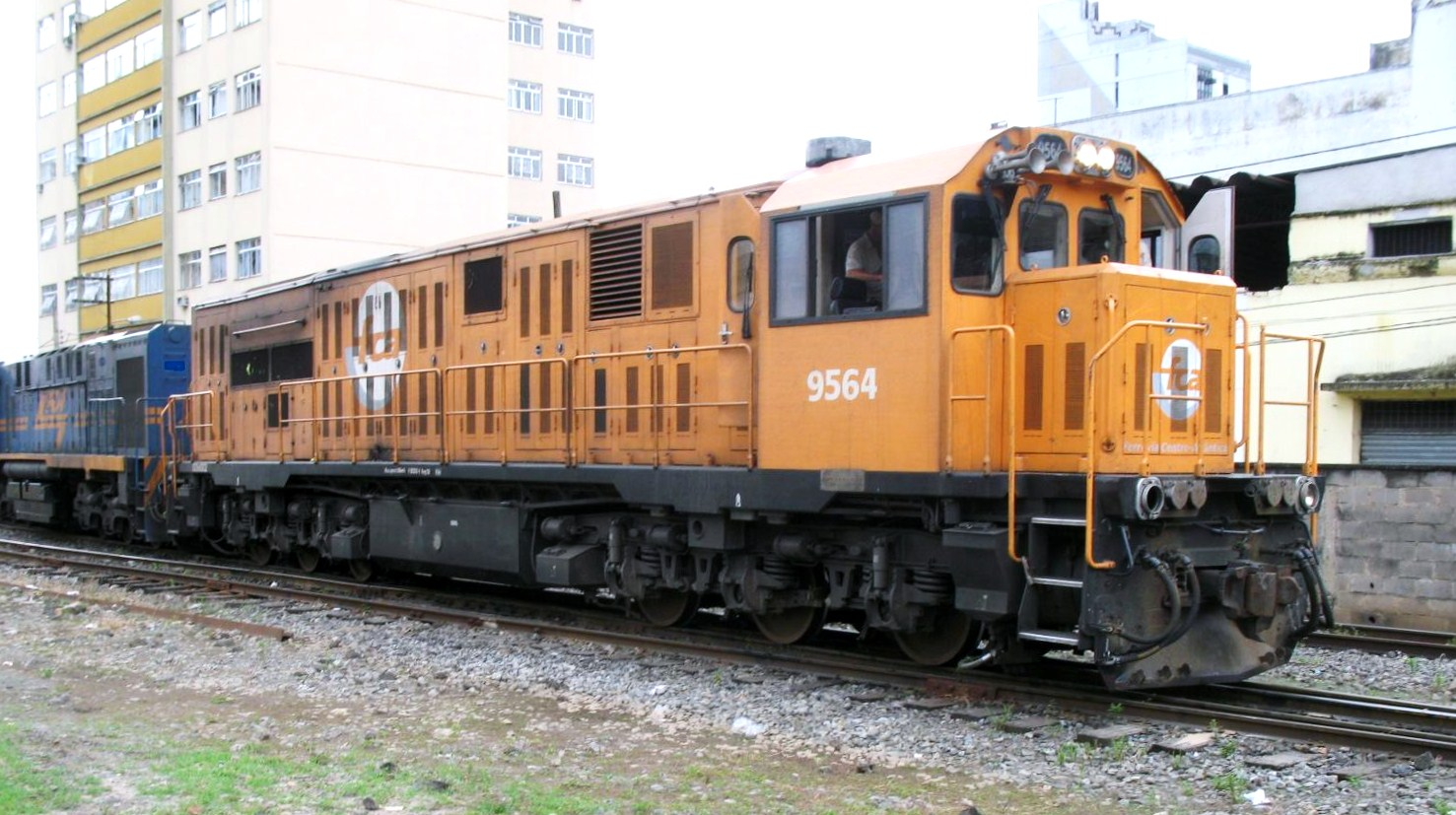
CSR SDD8 FCA (Ferrovia Centro-Atlântica) no 9564

Les principaux modèles fabriqués sont :
- Locomotives électriques :
  - Type TM1
  - Type Kz4A à grande vitesse
  - Type DJ2 Olympic star
  - La famille SS avec les SS3, SS4, SS6, SS8, SS9
  - Type AC 4000
- Rames automotrices électriques :
  - TGV China Star
  - Rames à grande vitesse Central China star
- Locomotives diesel :
  - Type DF 4B, DF 4C, DF 4D
  - Type DF 5B
  - Type DF 8B pour marchandises, décliné en de multiples versions
  - Type DF 11 pour trains de voyageurs et DF 11 G à grande vitesse
  - Type DF 12 pour marchandises
  - La famille DFH à transmission hydraulique pour chemins de fer industriels : DFH 3 et DFH 5
  - La famille GKD à transmission hydraulique pour chemins de fer industriels, déclinable en plusieurs écartements variant de 762 à 1 435 mm. : GKD 01, GKD 02, GKD 03, GKD 05 B, GKD 1, GK 1, GK 1 C, GKD 1, GKD 5 et GKD 5 C
- Autorails :
  - Type DDJ 1

### Train léger à supercondensateur
La CSR a produit le premier train léger à supercondensateur. [réf. souhaitée]
Il est fabriqué par la Zhuzhou Electric Locomotive Co filiale du groupe China South Locomotive and Rolling Stock Corporation Limited (CSR). Cette machine peut transporter 320 voyageurs et n'a pas besoin de pantographe ; elle se recharge en trente secondes.

## Marché

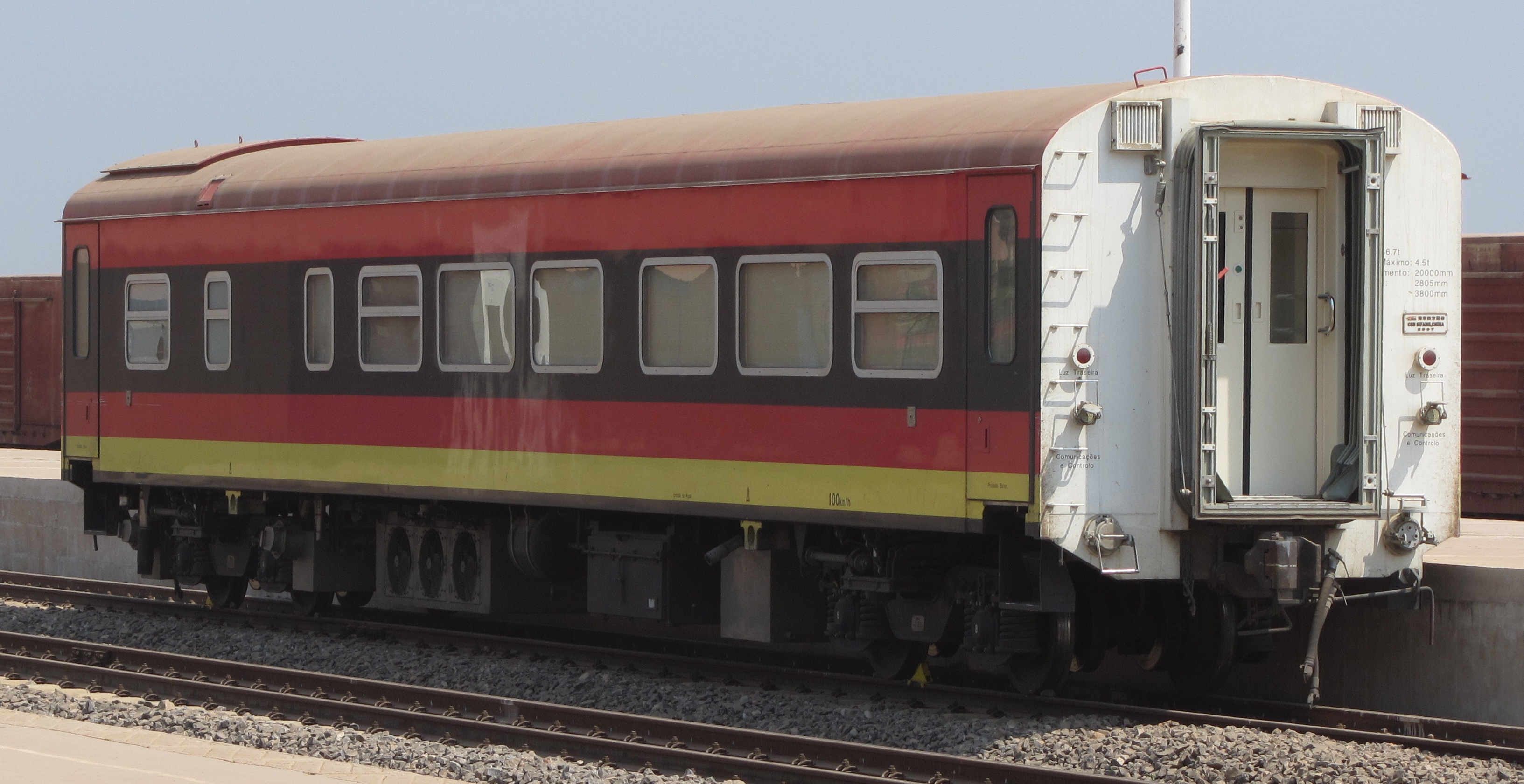
Voiture pour voyageurs construite pour Luanda Railway en Angola

La firme construit également des rames de métro, en particulier pour les réseaux de Shanghaï et Beijing.
Au Proche Orient, en 2012, il gagne l'appel d'offres pour le métro d'Ankara, la capitale turque.
L'appel d'offres a une valeur de 2,5 milliards de yuans (environ 300 millions d'euros), et porte sur 324 wagons pour quatre lignes du métro d'Ankara.
La société vend ses locomotives en Afrique du Sud pour 400 millions de dollars locaux à partir de 2013.